# Bogdan Krieger
Bogdan Krieger (* 8. Oktober 1863 in Orahovica; † 5. Juli 1931 in Berlin) war ein deutscher Historiker und Bibliothekar.

## Leben
Kriegers Vater war Güterdirektor in Orahovica. Er studierte Geschichte in Berlin und Breslau, unter anderem bei Theodor Mommsen, Johann Gustav Droysen und Heinrich Treitschke. Nach der Promotion an der Friedrich-Wilhelms-Universität zu Berlin zum Dr. phil. 1888 war er zunächst Assistent in der Verwaltung der Königlichen Hausbibliothek in Berlin. Von 1895 bis 1929 leitete er die Bibliothek und war Hausbibliothekar der Hohenzollern. Krieger verwaltete auch die Privatbibliotheken Kaiser Wilhelms II. und der Kaiserin Auguste Viktoria. Seit 1906 war er daneben Bibliothekar des Kronprinzen Wilhelm.
Krieger gab die 24. bis 27. Auflage von Büchmanns „Geflügelten Worten“ heraus, ebenso die ersten Bände des „Preußen-Kalenders“ ab 1922.

## Schriften (Auswahl)
- Quibus fontibus Valerius Maximus usus sit in eis exemplis enarrandis, quae ad priora rerum Romanarum tempora pertinent. Mayer & Mueller, Berlin 1888 (Berlin, Univ., Diss., 1888).
- Hrsg.: Sieben Tage am Hofe Friedrich Wilhelms I.: Tagebuch des Professors J. A. Freylinghausen über seinen Aufenthalt in Wusterhausen vom 4.–10. September 1727. Duncker, Berlin 1900 (Digitalisat).
- Hohenzollern-Bibliotheken: Die Königliche Hausbibliothek. Velhagen & Klasing, Bielefeld u. a. 1902 (Digitalisat).
- Die ersten hundert Jahre russisch-chinesischer Politik. Heymans, Berlin 1904.
- Das Königliche Schloß Bellevue bei Berlin und sein Erbauer Prinz Ferdinand von Preußen. Frensdorff, Berlin 1906.
- Hrsg.: Geflügelte Worte: der Zitatenschatz des deutschen Volkes, gesammelt und erläutert von Georg Büchmann. Fortgesetzt von Walter Robert-tornow. 24. vermehrte und verbesserte Auflage. Haude & Spener, Berlin 1910.
  - 25. Auflage, 1912
  - Volksausgabe 1914
  - 26. Auflage, 1918
  - 27. Auflage, 1925
- Hrsg.: Die Reden Kaiser Wilhelms II. Bd. 4: In den Jahren 1906–Ende 1912. Reclam, Leipzig 1913 (Reclams Universal-Bibliothek; 5561/5563) (Digitalisat).
- Friedrich der Grosse und seine Bücher. Giesecke, Berlin / Leipzig 1914 (Digitalisat).
- Beschreibender Katalog der Sonderausstellung der Hausbibliothek seiner Majestät des Kaisers und Königs : auf der Internationalen Ausstellung für Buchgewerbe und Graphik Leipzig 1914. Verein der Soldatenfreunde, Kameradschaft, Wohlfahrtgesellschaft, Berlin 1914 (Digitalisat).
- Hrsg.: Der Kaiser im Felde. Kriegsbilderheft. 9 Bde., Verlag Kameradschaft, Berlin 1915–1918.
- Hrsg.: Feldgraue Dichter: Kriegsdichtungen unserer Soldaten. Verlag Kameradschaft, Berlin 1916 (Digitalisat).
- Kaiserin Auguste Viktoria als Landesmutter im Kriege. Grund, Berlin-Lichterfelde 1919.
- Die Wahrheit über die angebliche Abdankung und Flucht des Kaisers. Zillessen, Berlin 1919 (Vaterländische Aufklärungsschriften; 2).
- Das „Geheimleben des Preußischen Hofes“: Randbemerkungen eines Kundigen. Zillessen, Berlin 1919 (Vaterländische Aufklärungsschriften; 3).
- Die Kaiserin: Blätter der Erinnerung. Mittler, Berlin 1921.
- Unsere Kaiserin. Deutschnationale Schriftenvertriebsstelle, Berlin ca. 1921 (Deutschnationale Flugschrift der Deutschnationalen Schriftenvertriebsstelle; 101) (Digitalisat).
- Das Berliner Schloss in den Revolutionstagen 1918: Erinnerungen und Eindrücke. Konkordia-Verlag, Leipzig 1922 (Digitalisat).
- Der Bücherbesitz der Hohenzollern. Tauber-Verlag, Berlin 1922 (Schriften zur Kultur und Technik; 1).
- Vom Hohenzollern zum Hohenstaufen: Reiseeindrücke aus der Schwäbischen Alb. Konkordia-Verlag, Leipzig 1922.
- Berlin im Wandel der Zeiten: eine Wanderung vom Schloss nach Charlottenburg durch 3 Jahrhunderte. Klemm, Berlin-Grunewald 1923 (Digitalisat).
- Scheffel als Student. Bonz, Stuttgart 1926.

## Einzelnachweis
1. ↑  https://hdl.handle.net/2027/uc1.$b14042?urlappend=%3Bseq=89%3Bownerid=9007199259144811-103

| Personendaten    | Personendaten                         |
| ---------------- | ------------------------------------- |
| NAME             | Krieger, Bogdan                       |
| KURZBESCHREIBUNG | deutscher Historiker und Bibliothekar |
| GEBURTSDATUM     | 8. Oktober 1863                       |
| GEBURTSORT       | Orahovica                             |
| STERBEDATUM      | 5. Juli 1931                          |
| STERBEORT        | Berlin                                |